# Sian Barbara Allen
Sian Barbara Allen (Reading, Estados Unidos, 12 de julio de 1946–Chapel Hill, Estados Unidos, 31 de marzo de 2025) fue una actriz estadounidense que apareció principalmente en televisión durante la década de 1970. Nativa de Reading, Pensilvania, Allen estudió en el Pasadena Playhouse antes de aparecer en su primer papel en la pantalla en la serie O'Hara, U.S. Treasury en 1971. En los años siguientes apareció en numerosas series de televisión, como The Waltons, Gunsmoke e Ironside.
Protagonizó varios telefilmes, entre ellos Scream, Pretty Peggy (1973) y The Lindbergh Kidnapping Case (1976). Además de sus créditos televisivos, Allen protagonizó dos largometrajes: la película de suspense You'll Like My Mother (1972) y el wéstern Billy Two Hats (1974). Por su interpretación en You'll Like My Mother, Allen fue nominada al Globo de Oro a la nueva estrella del año.

## Primeros años y educación

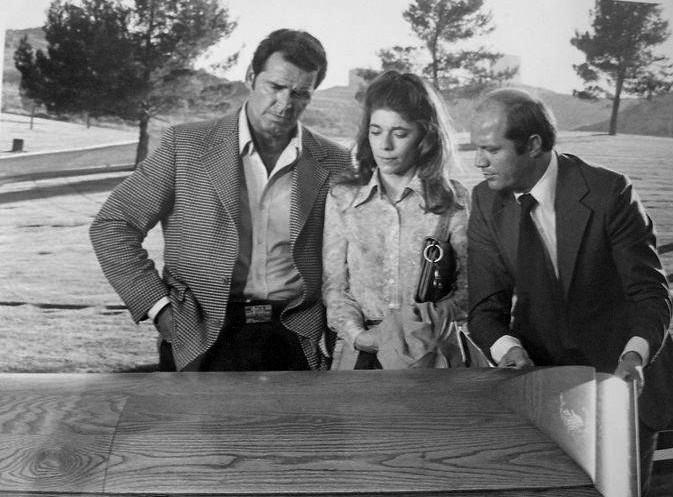
con James Garner y David Morick en el episodio de 1974 de The Rockford Files "Tall Woman in Red Wagon"

Allen estudió en el Pasadena Playhouse en Pasadena, California entre 1964 y 1965.

## Carrera
Allen apareció en la película de terror You'll Like My Mother (1972), protagonizada por Patty Duke, Rosemary Murphy y Richard Thomas. Por este papel, Allen fue nominada al Globo de Oro de 1973 como actriz revelación.
Más tarde apareció en dos episodios de la popular serie de televisión The Waltons (1973) como Jenny Pendleton, un temprano interés amoroso de John-Boy Walton (reuniéndola con Thomas, que interpretaba a John-Boy y con quien había aparecido en You'll Like My Mother el año anterior). Allen y Thomas se describían a sí mismos como "juntos en estos días", y Thomas quería que Allen interpretara el papel de Pendleton. Interpretó el papel principal en la ABC Movie of the Week de 1973, Scream, Pretty Peggy.
Allen apareció en series y miniseries de televisión como Captains and the Kings, The Incredible Hulk, Ironside, The Rockford Files, Alias Smith and Jones, Bonanza, Kojak, Gunsmoke, Love, American Style, Columbo: Lovely but Lethal, Cagney & Lacey, Adam-12 y Hawaii Five-O.
En 1974, fue la actriz principal en el wéstern Billy Two Hats, junto a Gregory Peck y Jack Warden. En 1976, interpretó a Anne Morrow Lindbergh en la película para televisión The Lindbergh Kidnapping Case, basada en el secuestro/asesinato del bebé Lindbergh en la vida real. Su último papel fue en un episodio de L.A. Law en 1990, tras el cual se retiró de la actuación.

## Vida privada
Allen se casó y tuvo una hija. Era la hermana mayor de la autora de microrrelatos, editora y profesora Meg Pokrass. Allen falleció el 31 de marzo de 2025 a los 78 años, en Chapel Hill, Carolina del Norte, a causa de la enfermedad de Alzheimer.

## Filmografía
| Año       | Título                          | Papel                                                          | Notas                                                 | Ref. |
| --------- | ------------------------------- | -------------------------------------------------------------- | ----------------------------------------------------- | ---- |
| 1971      | O'Hara, U.S. Treasury           | Sheridan Lee                                                   | Episodio: "Operation: Time Fuse"                      |      |
| 1971      | Alias Smith and Jones           | Sister Grace                                                   | Episodio: "Six Strangers at Apache Springs"           |      |
| 1971      | Gunsmoke                        | Allie Dawson                                                   | 3 episodios                                           |      |
| 1972      | The Scarecrow                   | Amelia Reddington                                              | Telefilme                                             |      |
| 1972      | The Bold Ones: The Lawyers      | Lauren Hazelwood                                               | Episodio: "In Sudden Darkness"                        |      |
| 1972      | Owen Marshall, Counselor at Law | Meredith Carson                                                | Episodio: "Shine a Light on Me"                       |      |
| 1972      | The F.B.I.                      | Bridy Nolan                                                    | Episodio: "The Set-Up"                                |      |
| 1972      | The Family Rico                 | Nora                                                           | Telefilme                                             |      |
| 1972      | You'll Like My Mother           | Kathleen                                                       | Nominada – Globo de Oro a la nueva estrella del año   |      |
| 1972      | Bonanza                         | Teresa Burnside                                                | Episodio: "Ambush at Rio Lobo"                        |      |
| 1973      | Love, American Style            | Jane                                                           | Segmento: "Love and the Happy Family"                 |      |
| 1973      | Columbo                         | Shirley Blaine                                                 | Episodio: "Lovely but Lethal"                         |      |
| 1973      | The Waltons                     | Jenny Pendleton                                                | Episodios: "The Love Story", "The Thanksgiving Story" |      |
| 1973      | Scream, Pretty Peggy            | Peggy Johnson                                                  | Telefilme                                             |      |
| 1974      | Billy Two Hats                  | Esther Spencer                                                 |                                                       |      |
| 1974      | Kojak                           | Lyndsey Walker                                                 | Episodio: "Down a Long and Lonely River"              |      |
| 1971–1974 | Marcus Welby, M.D.              | Various                                                        | 3 episodios                                           |      |
| 1972–1974 | Ironside                        | Susan Todd / Jane Spencer                                      | 3 episodios                                           |      |
| 1974      | The Rockford Files              | Sandra Turkel                                                  | Episodio: "Tall Woman in Red Wagon"                   |      |
| 1974      | Lucas Tanner                    | Donna                                                          | Episodio: "A Question of Privacy"                     |      |
| 1974      | Adam-12                         | Sparky                                                         | Episodio: "Something Worth Dying For: Part 1"         |      |
| 1975      | Eric                            | Marilyn Porter                                                 | Telefilme                                             |      |
| 1976      | The Lindbergh Kidnapping Case   | Anne Morrow Lindbergh                                          | Telefilme                                             |      |
| 1976      | Police Story                    | Dana Vernon                                                    | Episodio: "The Other Side of the Badge"               |      |
| 1976      | Captains and the Kings          | Cara Leslie                                                    | Miniserie                                             |      |
| 1976      | Smash-Up on Interstate 5        | Barbara Hutton                                                 | Telefilme                                             |      |
| 1977      | Kingston: Confidential          | Cynthia Marlowe                                                | Episodio: "The Cult"                                  |      |
| 1977      | Hawaii Five-O                   | Kati Parisa                                                    | Episodio: "East Wind − Ill Wind"                      |      |
| 1978      | Baretta                         | Ellen                                                          | Episodio: "The Appointment"                           |      |
| 1978      | W.E.B.                          | Angelica Hutton                                                | Episodio: "To Angelica with Love"                     |      |
| 1978      | Sword of Justice                | Emily Lang                                                     | Episodio: "Aloha, Julie Lang"                         |      |
| 1979      | The Incredible Hulk             | Kathy Allen                                                    | Episodio: "The Quiet Room"                            |      |
| 1981      | Darkroom                        | Brenda                                                         | Episodio: "Make-Up"                                   |      |
| 1984      | Falcon Crest                    | Mrs. Perkins − Empleada de agencia de adopción (sin acreditar) | Episodio: "Lord of the Valley"                        |      |
| 1988      | Cagney & Lacey                  | Rhoda Duggan                                                   | Episodio: "A Fair Shake: Part 2"                      |      |
| 1990      | L.A. Law                        | Diane Campbell                                                 | Episodio: "Whatever Happened to Hannah?"              |      |

## Premios y nominaciones
| Año  | Asociación           | Categoría                                         | Trabajo nominado      | Resultados |
| ---- | -------------------- | ------------------------------------------------- | --------------------- | ---------- |
| 1973 | Premios Globo de Oro | Globo de Oro a la nueva estrella del año – Actriz | You'll Like My Mother | Nominada   |